# Kościelec (Petite-Pologne)
Pour les articles homonymes, voir Kościelec.
Kościelec est une localité polonaise de la gmina et du powiat de Proszowice en voïvodie de Petite-Pologne.